# وجهة (ملاحة)

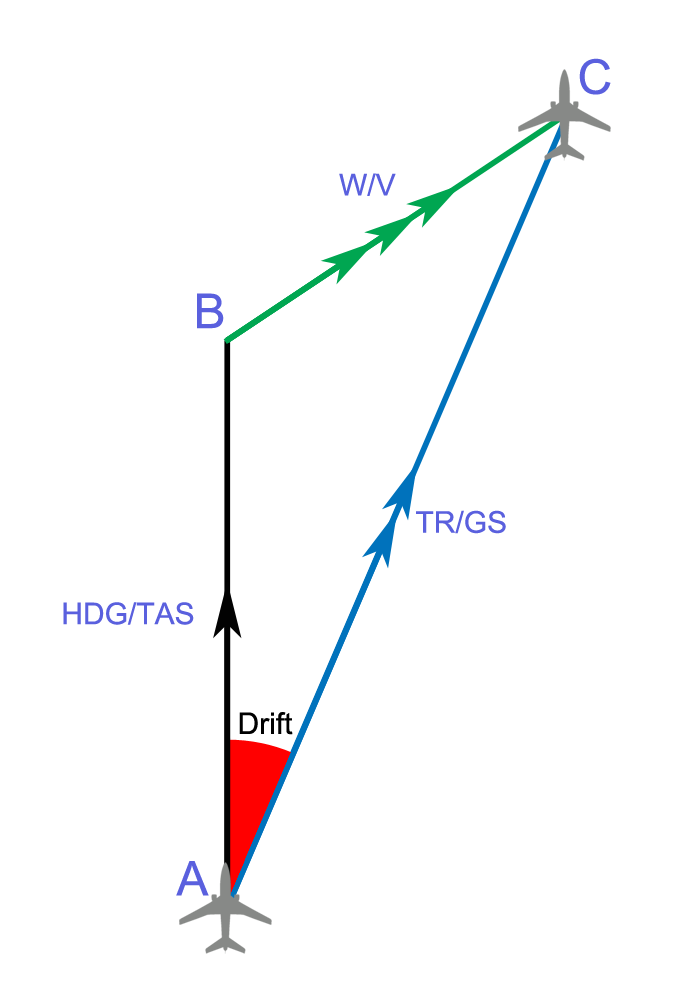
يوضح هذا المثلث وجهة الطائرة نحو النقطة B (HDG)، ومسارها نحو C (TR). زاوية الانجراف باللون الأحمر بسبب الرياح، خضراء.

في الملاحة، الوُجهة (اِتِّجَاه) (heading) السفينة أو الطائرة هو اتجاه البوصلة الذي تتجه فيه مقدمة المركبة. لاحظ أن الوجهة قد لا تكون بالضرورة هو الاتجاه الذي تسير فيه المركبة بالفعل، وهو ما يُعرف بالمسار (course) أو الطريق. أي اختلاف بين الوجهة والمسار يرجع إلى حركة الوسط الأساسي، أو الهواء أو الماء، أو تأثيرات أخرى مثل التزحلق أو الانزلاق. يُعرف الاختلاف بالانجراف ويمكن تحديده بواسطة مثلث الرياح. تم وصف سبع طرق على الأقل لقياس وجهة المركبة.

## الرموز
تعتمد الوجهة عادةً على اتجاهات البوصلة، لذلك تشير 0° (أو 360 درجة) إلى اتجاه نحو الشمال الحقيقي، و 90° تشير إلى اتجاه نحو الشرق الحقيقي، و 180° للجنوب الحقيقي، و 270° للغرب الحقيقي.

## TVMDC

العنوان والمسار (A to B)
1 - الشمال الحقيقي
2 - الاتجاه: اتجاه السفينة "يشير إلى"
3 - الشمال المغناطيسي ، والذي يختلف عن الشمال الحقيقي بالتغير المغناطيسي.
4 - البوصلة الشمالية ، بما في ذلك خطأ من جزأين ؛ الاختلاف المغناطيسي (6) والمجال المغناطيسي للسفينة (5)
5 - الانحراف المغناطيسي الناتج عن المجال المغناطيسي للسفينة.
6 - الاختلاف المغناطيسي الناتج عن التغيرات في المجال المغناطيسي للأرض.
7- مسار البوصلة أو البوصلة قبل تصحيح الانحراف المغناطيسي أو الاختلاف المغناطيسي.
8 - العنوان المغناطيسي ، عنوان البوصلة مصحح للانحراف المغناطيسي ولكن ليس الاختلاف المغناطيسي ؛ وبالتالي ، فإن العنوان يعتمد على الشمال المغناطيسي.
9 ، 10 - تأثيرات الرياح المستعرضة وتيارات المد والجزر ، مما يؤدي إلى اختلاف مسار السفينة عن اتجاهها.
أ ، ب - مسار السفينة.

TVMDC  هو استذكار لتحويل العناوين الحقيقية والمغناطيسية والبوصلة. TVMDC هي عبارة عن تمهيد ذاكري لـ "" العنوان الحقيقي، والاختلاف، والعنوان المغناطيسي، والانحراف، وعنوان البوصلة "". الاستخدام الأكثر شيوعًا لطريقة TVMDC هو تصحيح الدورات التدريبية أثناء الملاحة البحرية.

### خلفية
القطب الشمالي الجغرافي الذي تدور حوله الأرض ليس بالضبط في نفس موقع القطب الشمالي المغناطيسي. من أي مكان على الكرة الأرضية، يمكن تحديد الاتجاه إما للقطب الشمالي الجغرافي أو إلى القطب الشمالي المغناطيسي. يتم التعبير عن هذه الاتجاهات بالدرجات من 0–360°، وكذلك كسور الدرجة. الاختلافات بين هذين الاتجاهين في أي نقطة على الكرة الأرضية هي الاختلاف المغناطيسي (المعروف أيضًا باسم الانحراف المغناطيسي، ولكن لأغراض مساعد الذاكرة، يُفضل مصطلح «التباين»). عند تثبيت بوصلة في مركبة أو سفينة، يمكن أن تؤدي الحالات الشاذة الموضعية للسفينة إلى حدوث خطأ في الاتجاه الذي تشير إليه البوصلة. يُعرف الفرق بين الشمال المغناطيسي المحلي والاتجاه الذي تشير إليه البوصلة بالشمال بالانحراف المغناطيسي.

### تحديد الاختلاف في أمريكا الشمالية
يختلف الاختلاف المغناطيسي (المعروف أيضًا باسم الانحراف المغناطيسي) اعتمادًا على الموقع الجغرافي على الكرة الأرضية. يقع القطب الشمالي المغناطيسي حاليًا في شمال كندا ويتحرك جنوبًا بشكل عام. يمكن رسم خط مستقيم من القطب الشمالي الجغرافي، نزولاً إلى القطب الشمالي المغناطيسي ثم المتابعة مباشرة إلى خط الاستواء. يُعرف هذا الخط بالخط المناهض، والخط يتحرك أيضًا. في عام 1900، مر الخط المؤلم تقريبًا عبر ديترويت ثم كان شرق فلوريدا. يمر حاليًا غربًا تقريبًا من شيكاغو، إلينوي، وعبر نيو أورلينز، لوس أنجلوس. إذا كان الملاح موجودًا على الخط المناهض، فسيكون الاختلاف صفريًا: يبدو أن القطب الشمالي المغناطيسي والقطب الشمالي الجغرافي يتماشيان مباشرة مع بعضهما البعض. إذا كان الملاح شرق الخط المناهض، فإن الاختلاف يكون باتجاه الغرب؛ يظهر الشمال المغناطيسي إلى الغرب قليلاً من القطب الشمالي الجغرافي. إذا كان الملاح يقع غرب الخط المناهض، فإن الاختلاف يكون باتجاه الشرق؛ يظهر القطب الشمالي المغناطيسي إلى الشرق من القطب الشمالي الجغرافي. كلما ابتعد الملاح عن الخط النافع، زاد التباين. يشار إلى الاختلاف المغناطيسي المحلي في الخرائط البحرية للإدارة الوطنية للمحيطات والغلاف الجوي (NOAA) في وسط وردة البوصلة. يشار إلى الاختلاف المغناطيسي مع سنة هذا الاختلاف. عادة ما يشار إلى الزيادة أو النقصان السنوي للتغير، بحيث يمكن حساب التباين في السنة الحالية.

### تحديد الانحراف
تحتوي البوصلة المثبتة في مركبة أو وعاء على قدر معين من الخطأ الناجم عن الخصائص المغناطيسية للسفينة. يُعرف هذا الخطأ بانحراف البوصلة. يختلف حجم انحراف البوصلة اختلافًا كبيرًا اعتمادًا على الحالات الشاذة المحلية التي أنشأتها السفينة. سيكون للسفينة الترفيهية المصنوعة من الألياف الزجاجية عمومًا انحرافًا أقل في البوصلة من السفينة ذات الهيكل الفولاذي. تحتوي الأسلاك الكهربائية التي تحمل التيار على مجال مغناطيسي صغير حولها ويمكن أن تسبب انحرافًا. يمكن أن يتسبب أي نوع من المغناطيس، مثل الموجود في مكبر الصوت، أيضًا في إحداث انحراف كبير في البوصلة. يمكن تصحيح الخطأ باستخدام جدول الانحراف. من الصعب جدًا إنشاء جداول الانحراف. بمجرد إنشاء جدول الانحراف، يكون جيدًا فقط لتلك السفينة المعينة، بهذا التكوين المعين. إذا تم تحريك الأسلاك الكهربائية أو نقل أي شيء ممغنط آخر (مكبرات صوت، محركات كهربائية، إلخ)، سيتغير جدول الانحراف. يشار إلى جميع الانحرافات في جدول الانحراف غربًا أو شرقًا. إذا كانت البوصلة تشير إلى الغرب من القطب الشمالي المغناطيسي، فإن الانحراف يكون باتجاه الغرب. إذا كانت البوصلة تشير إلى الشرق من القطب الشمالي المغناطيسي، فإن الانحراف يكون باتجاه الشرق.

### معادلة
يتم حساب (TVMDC) بحساب بسيط. قم أولاً بترتيب القيم عموديًا:
- حقيقي (True)
- تفاوت (Variation)
- مغناطيسي (Magnetic)
- انحراف (Deviation)
- بوصلة (Compass)

تضاف الصيغة دائمًا تتحرك لأسفل، وتُطرح عند التحرك لأعلى. الجزء الأكثر تعقيدًا هو تحديد ما إذا كانت القيم موجبة أم سلبية. قيم (True) ومغناطيسي (Magnetic) وبوصلة (Compass) هي اتجاهات على البوصلة، ويجب أن تكون دائمًا رقمًا موجبًا بين 0-360. يمكن أن يكون التباين والانحراف موجبًا أو سلبيًا. إذا كان التباين أو الانحراف باتجاه الغرب، فسيتم إدخال القيم في المعادلة على أنها موجبة. إذا كان التباين أو الانحراف باتجاه الشرق، فسيتم إدخال القيم في الصيغة على أنها قيمة سالبة. يستخدم البعض ذاكري: العذارى الحقيقيون يصنعون رفقاء مملين - النزول إلى الأسفل أضف الويسكي (أو الغرب). بديل يعمل في الاتجاه المعاكس: «هل يستطيع الرجال الميتون التصويت مرتين» (Can Dead Men Vote Twice).

#### أمثلة
المسار الصحيح 120°، والتباين 5 درجات غربًا، والانحراف 1° غربًا.
- T: 120°
- °V: + 5
- °M: 125
- °D: + 1
- °C: 126

لذلك، لتحقيق مسار حقيقي 120°، يجب على المرء اتباع وجهة البوصلة 126°.
المسار الصحيح 120°، والتباين 5 درجات شرقا والانحراف 1° شرقا.
- °T: 120
- V: −5°
- °M:115
- °D: −1
- °C: 114

المسار الحقيقي هو 035°، والتباين 4 درجات غربًا والانحراف 1° شرقًا.
- °T: 035
- °V: + 4
- °M: 039
- °D: −1
- °C: 038

المسار الحقيقي هو 306°، والتباين هو 4 درجات شرقًا والانحراف هو 11° غربًا.
- °T: 306
- °V: −4
- °M: 302
- °D: + 11
- °C: 313

#### يعكس
يمكن أيضًا حساب الصيغة بالعكس. يتم طرح الصيغة عند التحرك لأعلى.
مسار البوصلة 093°، الانحراف 4° غربًا والتباين 3 درجات غربًا.
- °T: 086
- °V: -3
- °M: 089
- °D: -4
- °C: 093

وبالتالي، عند اتباع مسار بوصلة بمقدار 093°، يكون المسار الحقيقي هو 086°.

## CDMVT
الطيران: CDMVT يستطيع الرجل الميت التصويت مرتين: ذاكري. طريقة سهلة لحساب البوصلة المغناطيسية أو الشمال الحقيقي هي الحفاظ على العلامات الأصلية للتغير والانحراف (+ للشرق والغرب):
C+(Var)= M+(Dev)= T / 
T-(Dev)= M-(Var)= C

## فهرس
- مدرسة البحر (1977) العذارى الحقيقيات يصنعن رفقاء مملين. أضف الويسكي إلى الأسفل: ذاكري
- 978-0-07-143035-7